# Godsmack (Album)
Godsmack ist das Debütalbum der US-amerikanischen Rockband Godsmack. Es wurde ursprünglich im Jahre 1997 als Eigenproduktion unter dem Namen All Wound Up veröffentlicht. Ein Jahr später veröffentlichten Republic Records das Album unter seinem heutigen Namen. Godsmack erreichte Platz 22 der US-amerikanischen Albumcharts. Das Album wurde in den USA über fünf Millionen Mal verkauft und mit Fünffachplatin sowie in Kanada mit Gold ausgezeichnet. Es ist damit das meistverkaufte Album der Band.

## Entstehung
Das Album wurde im Jahre 1997 innerhalb von drei Tagen aufgenommen. Da die Band zum Zeitpunkt der Aufnahmen keinen festen Schlagzeuger hatte, musste Sänger Sully Erna notgedrungen auch das Schlagzeug einspielen. Die Kosten für die Aufnahmen beliefen sich auf 2.600 Dollar. Das Geld lieh sich die Band bei einem Freund. Kurz nach der Veröffentlichung nahm der Radiosender WAAF aus Boston das Lied Keep Away in die Rotation auf. Auch das später aufgenommene Lied Whatever wurde regelmäßig von WAAF gespielt. Beide Titel wurden von den Hörern darüber hinaus regelmäßig gewünscht. Nachdem von All Wound Up zunächst einige hundert Exemplare pro Woche verkauft wurden, stiegen die Verkaufszahlen in kürzester Zeit auf tausend verkaufte Alben.
Die Band wurde von der Managementfirma PGE, die vom ehemaligen Extreme-Schlagzeuger Paul Geary geleitet wird, unter Vertrag genommen. Geary vermittelte der Band einen Vertrag bei Republic Records, die sich laut Sully Erna sehr darüber freuten, dass die Band ihre Erfolge auf dem altmodischen Weg, sprich durch zahllose Konzerte, erreichten. Die Vertreter von Republic wollten den Musikern laut Erna „nicht sagen, was sie zu tun hätten“. Die Band kehrte ins Studio zurück und ließ das Album neu abmischen und mit einem neuen Cover sowie mit dem Bandnamen als Titel neu veröffentlichten. Das Album wurde von Sully Erna und Andrew Murdoch produziert. Für die Singles Whatever, Keep Away und Voodoo wurden Musikvideos gedreht.
Das Album All Wound Up enthielt statt des Liedes Whatever das Lied Goin’ Down. Goin’ Down wurde auf dem zweiten Studioalbum der Band Awake verwendet. Das Lied Get Up, Get Out! wurde in das Instrumental Someone in London und Get Up, Get Out! getrennt. Der Hidden track auf dem Album heißt Witch Hunt. Auf der japanischen Version des Albums sind außerdem noch die Lieder Goin’ Down an 12., Bad Magik an 13. und Voodoo an 14. Stelle vorhanden.

## Hintergrund
Das Lied Whatever entstand, nachdem Sully Erna sich von seiner Freundin getrennt hatte. Der Songtitel war Ernas übliche Reaktion ihr gegenüber gewesen, als die Band damit kämpfte, fünf Abende in der Woche zu proben, an Wochenenden Konzerte zu spielen, eine Beziehung aufrechtzuerhalten und nebenbei noch zu arbeiten. Laut Tony Rombola hatte Erna nur rund zehn Minuten Zeit am Tag für seine Freundin gehabt und neben Whatever auch den Großteil der übrigen Texte nach dem Ende dieser Beziehung geschrieben. Keep Away sei ein Lied über Ernas Hoffnung, dass diese Schlampe endlich aus seinem Leben scheiden möge. Das Lied Voodoo wurde durch den Film Die Schlange im Regenbogen inspiriert. Am Anfang des Liedes Immune wurden Samples aus dem Spielfilm Flucht aus Absolom verwendet.
Etwa ein Jahr nach der Veröffentlichung von Godsmack nahm Wal-Mart das Album kurzzeitig aus den Regalen. Ein Mann aus Cleveland hatte sich bei Wal-Mart, wo sein Sohn das Album gekauft hatte, über die anstößigen Texte beschwert. Nachdem Republic Records das Album mit einem Parental-Advisory-Aufkleber versehen hatten, nahm Wal-Mart das Album wieder in sein Angebot auf.

„Unser Album war über ein Jahr ohne den „Parental Advisory“-Aufkleber und dies war die einzige Beschwerde. […] Aufkleber und Texte sind von Natur aus subjektiv. […] Diese Art von Publicity kann man nicht kaufen. Diese Aufkleber sticheln die Kids eher an, die Alben zu kaufen um zu sehen, was wir zu sagen haben.“

Unmittelbar nach den Terroranschlägen vom 11. September 2001 erstellte das US-amerikanische Medienunternehmen Clear Channel Communications eine Schwarze Liste mit 166 Liedern, die nach Meinung von Clear Channel nach den Anschlägen nicht von Radio- und Fernsehsendern gespielt werden sollten. Godsmack stehen mit dem Lied Bad Religion auf dieser Liste.

## Rezensionen
Das Album erhielt von der Fachpresse durchschnittliche Kritiken mit Tendenz nach oben. Carsten Klein vom deutschen Magazin Rock Hard kritisierte, dass die meisten Lieder auf ähnliche Songstrukturen zurückgreifen und dass das Album daher „an Einfallslosigkeit krankt“. Klein gab dem Album sieben von zehn Punkten. Benjamin Bunte vom Onlinemagazin Plattentests.de fiel eine Monotonie auf, die „das Album schnell langweilig werden lässt“, und vergab sechs von zehn Punkten.

## Kommerzieller Erfolg

### Chartplatzierungen
| ChartsChartplatzierungen       | Höchstplatzierung | Wochen |
| ------------------------------ | ----------------- | ------ |
| Vereinigte Staaten (Billboard) | 22 (4 Wo.)        | 4      |

### Auszeichnungen für Musikverkäufe
| Land/Region               | Auszeichnungen für Musikverkäufe (Land/Region, Auszeichnung, Verkäufe) | Verkäufe  |
| ------------------------- | ---------------------------------------------------------------------- | --------- |
| Kanada (MC)               | Gold                                                                   | 50.000    |
| Vereinigte Staaten (RIAA) | 5× Platin                                                              | 5.000.000 |

## Singleauskopplungen
Die Single Voodoo erhielt in den Vereinigten Staaten Platin.
Das US-amerikanische Onlinemagazin Loudwire veröffentlichte im April 2015 eine Liste mit den zehn besten Liedern von Godsmack. In dieser Liste erreichte das Lied Whatever Platz zwei, Voodoo Platz fünf und Keep Away Platz sieben. Das deutsche Magazin Visions führte Godsmack auf einer Liste der 30 wichtigsten Alben des Nu Metal.